# Attributi araldici di modifica
Gli attributi araldici di modifica sono quelli che definiscono le modifiche, sia di forma che di smalto, apportate a una pezza o una figura che compare in uno stemma.
In questa categoria possono rientrare gli attributi che indicano che una parte di figura (o pezza) è di smalto diverso da quello della intera figura, oppure quelli che indicano che la parte di figura (o pezza) in argomento è stata variata nella forma o nella posizione, oppure che la figura (o pezza) è dotata di elementi accessori di cui normalmente non dispone.
In questa categoria si possono far rientrare anche gli attributi che definiscono il campo quando è seminato di figure uguali tutte dello stesso smalto, ripetute in file parallele sfalsate tra loro con un passo pari alla metà della distanza tra due figure adiacenti (nei campi definiti da un seminato è essenziale che le figure che si trovano sui lati dello scudo siano tagliate a metà dai bordi; se invece rimangono integre non si tratta di un seminato e si deve allora blasonare il numero esatto di figure).
Gli attributi più usati sono: 

## A

### Accampanato
Accampanato è un termine utilizzato in araldica quale attributo di animali col campanaccio al collo.
Taluni araldisti preferiscono il termine clarinato che deriva direttamente dall'originale francese. È usato anche il sinonimo squillato.

Due mucche accampanate d'azzurro. (Stemma di Andorra)
Mucca accampanata d'argento (Borja)

### Accartocciato

Lecco
Bologna
Savona
Varazze

### Acceso

Torce accesse al naturale (Università di Cranfield)
Torcia accesa d'oro

### Affibbiato

Due tigri affibbiate d'oro

### Aggruppato

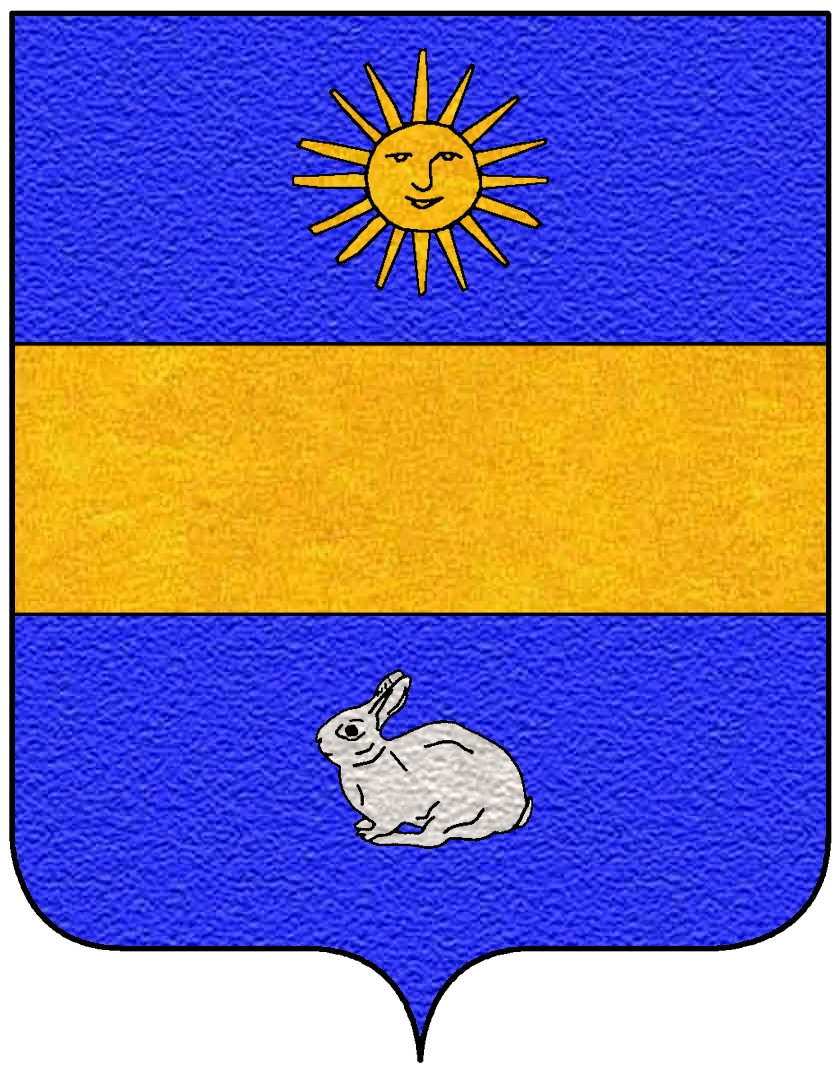
D'azzurro, alla fascia d'oro, sormontata da un sole dello stesso, e accompagnata in punta da un coniglio aggruppato d'argento (famiglia Coniglio di Sicilia)

### Alato

Leone alato (Leone di San Marco)
Leone alato (Stemma di Venezia)

### Alettato

Di rosso, al pesce d'argento, alettato d'oro.

### All'antica

Di rosso, al lambello di tre punte all'antica d'argento.
Scudo sormontato da una corona all'antica.

### Allumato

Di rosso, al leone d'oro, allumato d'azzurro.
Di rosso, al leone d'oro, allumato di porpora.
Di rosso, al leone d'oro allumato di rosso

### Annodato

D'oro, al leone di nero, con la coda forcata, annodata e passata in decusse (Bruyères-le-Châtel, Francia)
Di rosso, alla fascia annodata d'oro.

### Aperto

Compasso d'oro aperto (Stemma di Sesto Fiorentino)
Castello aperto di nero (Stemma di Serra Riccò)
Castello aperto di nero (Stemma di Moneglia)
Castello aperto del campo, cioè di rosso (Stemma di Zinasco)
Melagrane aperte
Libro aperto
Libro aperto (Università di Oxford)

### Appalmato

Tre mani appalmate al naturale (famiglia Lanjuinais)
Mano appalmata d'argento (Iléana Manos)
Mano appalmata d'oro
Mano appalmata d'oro

### Ardente

Castello d'argento, ardente al naturale (Sarego)
Tronco ardente (Ferno)
Falò ardente d'oro

### Armato

Destrocherio armato (Crema)
Pantera d'azzurro armata d'oro (Famiglia Starhemberg)
Aquila armata d'oro (Milazzo)
Leone armato di rosso
Cinghiale armato (o difeso) d'argento
Unicorno armato d'oro

### Attortigliato

Teste di moro attortigliate (stemma della Sardegna)

### Banderuolato

Nave banderuolata (Provincia di Savona)
Torri banderuolate dalla bandiera genovese (Porto Venere)

### Barbato

Galli di nero barbati di rosso
Di verde, al gallo d'argento barbato d'oro

### Barbuto

Volto umano barbuto al naturale (Barberino di Mugello)
Tre uomini barbuti al naturale
Uomo barbuto di nero

### Bardato

Cavallo bardato d'oro (Follo)
Cavallo bardato d'oro (Rhemes-Saint-Georges)
Cavallo bardato di nero (Provincia di Agrigento)
Cavallo bardato di nero (Sciacca)

### Battagliato

Di verde, alla campana d'oro, battagliata di rosso

### Bendato

Mori bendati (Sardegna)

### Bobinato

D'azzurro, al fuso d'oro, bobinato d'argento.

### Bottonato

Rosa d'argento, bottonata d'oro (Rosa di York)
Rosa di rosso, bottonata d'argento

### Brisato

Francia antica brisata da una banda composta (Conti di Évreux)
Lorena brisata da un lambello (Casato di Lorena-Vaudémont)
Savoia brisata da un lambello (Principe di Piemonte)
Savoia brisata da una bordura indentata (Savoia-Carignano-Soissons)
Savoia brisata da una bordura composta (Savoia-Genova)
Francia antica brisata da una bordura (Conti di Valois)
Francia moderna brisata da un lambello (Valois-Angoulême)
Francia moderna brisata da un bastone (Borbone-Vendôme)
Francia moderna brisata da un lambello e da una sbarra (Jean de Dunois del ramo illegittimo degli Orléans-Longueville)

### Cancellato

D'argento, cancellato ad erpice d'azzurro, al capo dello stesso (Ylihärmä, Finlandia)
D'oro, cancellato d'azzurro
D'oro, cancellato di rosso
D'argento, cancellato d'azzurro

### Capelluto

D'argento, alla testa d'uomo, capelluto di rosso.

### Castrato

D'azzurro, al leopardo evirato d'oro.

### Cerchiato

D'argento, al barile al naturale, cerchiato di nero.

### Cinghiato

Cinghiale cinghiato di rosso (Benevento)

### Codardo

Due leopardi codardi (Casato di Hohenlohe)

### Codato

Leone codato di rosso (Brescia)

### Collarinato

Due tigri collarinate (Senigallia)

### Con saracinesca

Torre d'oro con saracinesca (Stemma di Margaret Thatcher)

### Contrappalmato

Mano contrappalmata al naturale

### Coperto

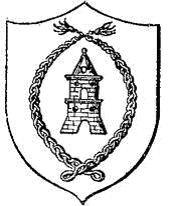
Torre coperta
Torre merlata e coperta d'oro (Territorio di Belfort, Francia)
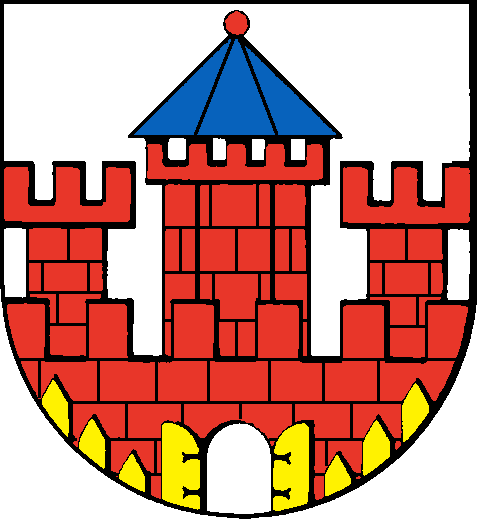
Torre di rosso coperta d'azzurro (Ratzeburg, Germania)
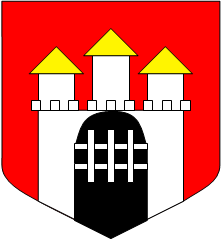
Castello con tre torri tegolate d'oro
Di rosso, a tre coppe coperte d'oro (famiglia Butler)

### Cordato

Di rosso, alla fascia cordata d'argento, accompagnata da quattro stelle a otto raggi d'oro, tre in capo e una in punta (Montouliers, Francia)
Arpa d'oro, cordata d'argento

### Cornato

Pantera d'azzurro, cornata d'argento
Unicorno cornato d'oro

### Coronato

Aquila coronata (Provincia della Spezia)
Aquila coronata (Calvignano)
Leone coronato (San Miniato)
Leone coronato (Bordighera)

### Crestato

Gallo di nero crestato di rosso
D'azzurro, al gallo d'oro crestato di rosso.
Gallo crestato di rosso

### Crinito

Unicorno crinito d'oro

### Decapitato

Di rosso, al leone decapitato d'oro.
Di rosso, al gallo d'argento decapitato.

### Diademato

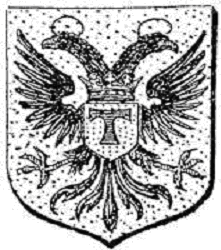
Aquila bicefala diademata in entrambe le teste
Leone di San Marco nello stemma della città di Venezia
Agnello pasquale nimbato (Bennwil, Svizzera)
San Quintino nimbato d'argento (San Quintino, Francia)

### Diffamato

Leone nato morto, che è anche diffamato

### Dismembrato

Gallo dismembrato

### Dragonato

Leone dragonato aggruppato d'oro (Plan-de-Cuques, Francia)

### Erboso

Pianura erbosa
Pianura erbosa

### Ferito

D'azzurro, al lupo d'argento ferito d'oro (Wolfenschiessen, Svizzera)

### Figurato

Crescente figurato (Bönnigheim, Germania)